# Gleaner A85
Gleaner A85 je kombajn ameriškega proizvajalca Gleaner Manufacturing Company (divizija podjetja AGCO). Poganja ga 6-valjni 459-konjski Caterpillarjev dizelski motor C13 z delovno prostornino 12,5 litrov. Zalogovnik ima kapaciteto 350 bušlov (okrog 13000 litrov), ki ga lahko izprazni v 90 sekundah.V proizvodnji je od leta 2006.